# 黄天衣
黄天衣（1939年—），男，上海人，中国天体力学家，南京大学教授，曾任南京大学天文系系主任。